# Списак НГЦ објеката (5000—5999)
Ово је непотпун списак NGC 5000-5999 објеката у NGC каталогу (New General Catalogue). 
Информација о сазвежђима је узета из The Complete New General Catalogue and Index Catalogue of Nebulae and Star Clusters by J. L. E. Dreyer, преко VizieR сервиса (website: http://vizier.u-strasbg.fr/viz-bin/VizieR). Морфолошки типови галаксија и објеката који су чланови Малог Магелановог облака су добијени преко NASA/IPAC вангалактичке базе (website: http://nedwww.ipac.caltech.edu/). Остали подаци у табелама су из SIMBAD астрономске базе података (website: http://simbad.u-strasbg.fr/simbad/), осим ако није другачије назначено.

## 5000-5099
| NGC ознака | Други називи               | Тип објекта                   | Сазвежђе                 | Ректасцензија (J2000) | Деклинација (J2000) | Привидна величина |
| ---------- | -------------------------- | ----------------------------- | ------------------------ | --------------------- | ------------------- | ----------------- |
| 5000       |                            | Спирална галаксија            | Сазвежђе Береникина коса | 13h 09m 47.6s         | +28° 54′ 23″        | 14.2              |
| 5001       |                            | Спирална галаксија            | Сазвежђе Велики медвед   | 13h 09m 33.5s         | +53° 29′ 38″        | 14.6              |
| 5002       |                            | Неправилна галаксија          | Сазвежђе Ловачки пси     | 13h 10m 38.3s         | +36° 38′ 03″        | 14.7              |
| 5003       |                            | Спирална галаксија            | Сазвежђе Ловачки пси     | 13h 08m 37.9s         | +43° 44′ 15″        | 15.3              |
| 5004       |                            | Сочиваста галаксија           | Сазвежђе Береникина коса | 13h 11m 01.7s         | +29° 38′ 11″        | 14.3              |
| 5005       |                            | Спирална галаксија            | Сазвежђе Ловачки пси     | 13h 10m 56.3s         | +37° 03′ 30″        | 10.6              |
| 5006       |                            | Сочиваста галаксија           | Сазвежђе Девица          | 13h 11m 46s           | −19° 15′ 41″        | 12.4              |
| 5007       |                            | Елиптична галаксија           | Сазвежђе Велики медвед   | 13h 9m 4s             | 62° 10′ 31″         | 13.3              |
| 5008       |                            | Премошћена спирална галаксија | Сазвежђе Волар           | 14h 10m 57s           | 25° 29′ 47″         | 13.4              |
| 5009       |                            | Премошћена спирална галаксија | Сазвежђе Ловачки пси     | 13h 10m 47s           | 50° 5′ 35″          | 14.5              |
| 5010       |                            | Сочиваста галаксија           | Сазвежђе Девица          | 13h 12m 26.4s         | −15° 47′ 52″        | 14.4              |
| 5023       |                            | Спирална галаксија            | Сазвежђе Ловачки пси     | 13h 12m 11.8s         | +44° 02′ 17″        | 12.82             |
| 5024       | Месје 53                   | Збијено звездано јато         | Сазвежђе Береникина коса | 13h 12m 55.3s         | +18° 10′ 09″        | 9.0               |
| 5033       |                            | Спирална галаксија            | Сазвежђе Ловачки пси     | 13h 13m 27.6s         | +36° 35′ 37″        | 10.9              |
| 5055       | Месје 63; Sunflower Galaxy | Спирална галаксија            | Сазвежђе Ловачки пси     | 13h 15m 49.3s         | +42° 01′ 47″        | 9.7               |
| 5068       |                            | Спирална галаксија            | Сазвежђе Девица          | 13h 18m 55.2s         | −21° 02′ 21″        | 10.5              |
| 5078       |                            | Спирална галаксија            | Сазвежђе Хидра           | 13h 19m 50.2s         | −27° 24′ 35″        | 11.5              |
| 5087       |                            | Елиптична галаксија           | Сазвежђе Девица          | 13h 20m 25.2s         | −20° 36′ 37″        | 13                |
| 5090       |                            | Елиптична галаксија           | Сазвежђе Кентаур         | 13h 21m 12.8s         | −43° 42′ 16″        | 12.6              |
| 5091       |                            | Спирална галаксија            | Сазвежђе Кентаур         | 13h 21m 18.5s         | −43° 43′ 19″        | 14.5              |

## 5100-5199
| NGC ознака | Други називи                | Тип објекта             | Сазвежђе               | Ректасцензија (J2000) | Деклинација (J2000) | Привидна величина |
| ---------- | --------------------------- | ----------------------- | ---------------------- | --------------------- | ------------------- | ----------------- |
| 5100       |                             | Галаксије у интеракцији | Сазвежђе Девица        | 13h 21m 00.6s         | +08° 58′ 40″        | 15.1              |
| 5101       |                             | Спирална галаксија      | Сазвежђе Хидра         | 13h 21m 46.6s         | −27° 25′ 53″        | 11.5              |
| 5102       |                             | Сочиваста галаксија     | Сазвежђе Кентаур       | 13h 21m 57.8s         | −36° 37′ 47″        | 10.4              |
| 5112       |                             | Спирална галаксија      | Сазвежђе Ловачки пси   | 13h 21m 56.7s         | +38° 44′ 07″        | 12.5              |
| 5128       | Centaurus A                 | Сочиваста галаксија     | Сазвежђе Кентаур       | 13h 25m 27.6s         | −43° 01′ 09″        | 8.0               |
| 5139       | Omega Centauri              | Збијено звездано јато   | Сазвежђе Кентаур       | 13h 26m 45.9s         | −47° 28′ 37″        | 6.1               |
| 5161       |                             | Спирална галаксија      | Сазвежђе Кентаур       | 13h 29m 14.0s         | −33° 10′ 30″        | 12.0              |
| 5164       |                             | Спирална галаксија      | Сазвежђе Велики медвед | 13h 27m 12.1s         | +55° 29′ 13″        | 14.6              |
| 5170       |                             | Спирална галаксија      | Сазвежђе Девица        | 13h 29m 48.9s         | −17° 57′ 59″        | 11.9              |
| 5189       |                             | Планетарна маглина      | Сазвежђе Мува          | 13h 33m 33.0s         | −65° 58′ 27″        | 14.1              |
| 5194       | Месје 51a; Whirlpool Galaxy | Спирална галаксија      | Сазвежђе Ловачки пси   | 13h 29m 52.4s         | +47° 11′ 41″        | 8.8               |
| 5195       | Месје 51b                   | Галаксија у интеракцији | Сазвежђе Ловачки пси   | 13h 29m 59.2s         | +47° 16′ 05″        | 10.6              |

## 5200-5299
| NGC ознака | Други називи                       | Тип објекта             | Сазвежђе             | Ректасцензија (J2000) | Деклинација (J2000) | Привидна величина |
| ---------- | ---------------------------------- | ----------------------- | -------------------- | --------------------- | ------------------- | ----------------- |
| 5229       |                                    | Спирална галаксија      | Сазвежђе Ловачки пси | 13h 34m 02.9s         | +44° 02′ 17″        | 14.3              |
| 5236       | Месје 83; Southern Pinwheel Galaxy | Спирална галаксија      | Сазвежђе Хидра       | 13h 37m 00.8s         | −29° 51′ 59″        | 8.5               |
| 5247       |                                    | Спирална галаксија      | Сазвежђе Девица      | 13h 38m 02.6s         | −17° 53′ 01″        | 11                |
| 5253       |                                    | Неправилна галаксија    | Сазвежђе Кентаур     | 13h 39m 55.9s         | −31° 38′ 24″        | 11.0              |
| 5272       | Месје 3                            | Збијено звездано јато   | Сазвежђе Ловачки пси | 13h 42m 11.2s         | +28° 22′ 32″        | 6.2               |
| 5291       |                                    | Галаксија у интеракцији | Сазвежђе Кентаур     | 13h 47m 24.4s         | −30° 24′ 28″        | 14.2              |

## 5300-5399
| NGC ознака | Други називи | Тип објекта          | Сазвежђе             | Ректасцензија (J2000) | Деклинација (J2000) | Привидна величина |
| ---------- | ------------ | -------------------- | -------------------- | --------------------- | ------------------- | ----------------- |
| 5300       |              | Спирална галаксија   | Сазвежђе Девица      | 13h 48m 16.1s         | +03° 57′ 02″        | 13.7              |
| 5307       |              | Планетарна маглина   | Сазвежђе Кентаур     | 13h 51m 03.3s         | −51° 12′ 21″        | 11.5              |
| 5315       |              | Планетарна маглина   | Сазвежђе Шестар      | 13h 53m 57.0s         | −66° 30′ 51″        | 14.6              |
| 5334       |              | Спирална галаксија   | Сазвежђе Девица      | 13h 52m 54.5s         | −01° 06′ 52″        | 13.7              |
| 5364       |              | Спирална галаксија   | Сазвежђе Девица      | 13h 56m 12.1s         | +05° 00′ 53″        | 13.2              |
| 5371       |              | Спирална галаксија   | Сазвежђе Ловачки пси | 13h 55m 40.0s         | +40° 27′ 43″        | 11.5              |
| 5398       |              | Неправилна галаксија | Сазвежђе Кентаур     | 14h 01m 21.0s         | −33° 03′ 42″        | 12.7              |

## 5400-5499
| NGC ознака | Други називи               | Тип објекта           | Сазвежђе               | Ректасцензија (J2000) | Деклинација (J2000) | Привидна величина |
| ---------- | -------------------------- | --------------------- | ---------------------- | --------------------- | ------------------- | ----------------- |
| 5408       |                            | Неправилна галаксија  | Сазвежђе Кентаур       | 14h 03m 21.0s         | −41° 22′ 44″        | 14.0              |
| 5457       | Месје 101; Pinwheel Galaxy | Спирална галаксија    | Сазвежђе Велики медвед | 14h 03m 12.5s         | +54° 20′ 53″        | 8.7               |
| 5466       |                            | Збијено звездано јато | Сазвежђе Волар         | 14h 05m 27.4s         | +28° 32′ 04″        | 10.5              |
| 5474       |                            | Спирална галаксија    | Сазвежђе Велики медвед | 14h 05m 01.5s         | +53° 39′ 45″        | 11.9              |
| 5477       |                            | Неправилна галаксија  | Сазвежђе Велики медвед | 14h 05m 33.1s         | +54° 27′ 40″        | 14.5              |

## 5500-5599
| NGC ознака | Други називи | Тип објекта        | Сазвежђе       | Ректасцензија (J2000) | Деклинација (J2000) | Привидна величина |
| ---------- | ------------ | ------------------ | -------------- | --------------------- | ------------------- | ----------------- |
| 5548       |              | Спирална галаксија | Сазвежђе Волар | 14h 17m 59.7s         | +25° 08′ 13″        | 13.1              |

## 5600-5699
| NGC ознака | Други називи | Тип објекта        | Сазвежђе       | Ректасцензија (J2000) | Деклинација (J2000) | Привидна величина |
| ---------- | ------------ | ------------------ | -------------- | --------------------- | ------------------- | ----------------- |
| 5653       |              | Спирална галаксија | Сазвежђе Волар | 14h 30m 10.6s         | +31° 12′ 54″        | 12.7              |

## 5700-5799
| NGC ознака | Други називи | Тип објекта            | Сазвежђе        | Ректасцензија (J2000) | Деклинација (J2000) | Привидна величина |
| ---------- | ------------ | ---------------------- | --------------- | --------------------- | ------------------- | ----------------- |
| 5705       |              | Спирална галаксија     | Сазвежђе Девица | 14h 39m 49.6s         | −00° 43′ 08″        | 14.5              |
| 5713       |              | Спирална галаксија     | Сазвежђе Девица | 14h 40m 11.5s         | −00° 17′ 25″        | 11.7              |
| 5749       |              | Расејано звездано јато | Сазвежђе Вук    | 14h 49m               | −54° 30′            | 8.8               |
| 5750       |              | Спирална галаксија     | Сазвежђе Девица | 14h 46m 11.3s         | −00° 13′ 23″        | 13.1              |
| 5777       |              | Спирална галаксија     | Сазвежђе Змај   | 14h 51m 18s           | 58° 58′ 39″         | 13.1              |

## 5800-5899
| NGC ознака | Други називи   | Тип објекта                   | Сазвежђе        | Ректасцензија (J2000) | Деклинација (J2000) | Привидна величина |
| ---------- | -------------- | ----------------------------- | --------------- | --------------------- | ------------------- | ----------------- |
| 5822       |                | Расејано звездано јато        | Сазвежђе Вук    | 15h 04m               | −54° 24′            | 6.5               |
| 5823       |                | Расејано звездано јато        | Сазвежђе Шестар | 15h 05m 44.8s         | −55° 37′ 30″        | 8.6               |
| 5824       |                | Збијено звездано јато         | Сазвежђе Вук    | 15h 03m 58.5s         | −33° 04′ 04″        | 10.3              |
| 5825       |                | Елиптична галаксија           | Сазвежђе Волар  | 14h 54m 31.5s         | +18° 38′ 31″        | 15.6              |
| 5838       |                | Сочиваста галаксија           | Сазвежђе Девица | 15h 05m 26.3s         | +02° 05′ 57″        | 12.1              |
| 5846       |                | Елиптична галаксија           | Сазвежђе Девица | 15h 06m 29.4s         | +01° 36′ 19″        | 11.9              |
| 5850       |                | Спирална галаксија            | Сазвежђе Девица | 15h 07m 07.8s         | +01° 32′ 39″        | 13.6              |
| 5866       | Spindle Galaxy | Сочиваста галаксија           | Сазвежђе Змај   | 15h 06m 29.5s         | +55° 45′ 47″        | 11.1              |
| 5877       |                | Тројна звезда                 | Сазвежђе Вук    | 15h 12m 53.1s         | −04° 55′ 38″        |                   |
| 5879       |                | Галаксија                     | Сазвежђе Змај   | 15h 09m 46.8s         | +57° 00′ 01″        | 12.4              |
| 5882       |                | Планетарна маглина            | Сазвежђе Вага   | 15h 16m 49.9s         | −45° 38′ 58″        | 11.9              |
| 5885       |                | Премошћена спирална галаксија | Сазвежђе Вага   | 15h 15m 04.1s         | −10° 05′ 10.0″      | 11.7              |
| 5886       |                | Елиптична галаксија           | Сазвежђе Волар  | 15h 12m 45.4s         | 41° 12′ 02″         | 14.0              |
| 5888       |                | Премошћена спирална галаксија | Сазвежђе Волар  | 15h 13m 07.4s         | 41° 15′ 52″         | 13.4              |

## 5900-5999
| NGC ознака | Други називи | Тип објекта           | Сазвежђе       | Ректасцензија (J2000) | Деклинација (J2000) | Привидна величина |
| ---------- | ------------ | --------------------- | -------------- | --------------------- | ------------------- | ----------------- |
| 5904       | Месје 5      | Збијено звездано јато | Сазвежђе Змија | 15h 18m 33.8s         | +02° 04′ 58″        | 7.3               |
| 5921       |              | Спирална галаксија    | Сазвежђе Змија | 15h 21m 56.4s         | +05° 04′ 11″        | 12.7              |
| 5962       |              | Спирална галаксија    | Сазвежђе Змија | 15h 36m 31.8s         | +16° 36′ 28″        | 12.2              |
| 5964       |              | Спирална галаксија    | Сазвежђе Змија | 15h 37m 36.4s         | +05° 58′ 25″        | 14.2              |
| 5986       |              | Збијено звездано јато | Сазвежђе Вук   | 15h 46m 03.4s         | −37° 47′ 10″        | 9.1               |